# Енспонди
Енспонди (соції)  — військові сили союзників Візантії з-поміж прикордонних народів . Були допоміжними військовими формуваннями Візантії і несли службу на кордоні. Військовими корпусами енспондів командували власні воєначальники – етнархи. Енспондами були різні народи або частини народів, наприклад: фракійці, араби-гассаніди, болгари, анти. 
Енспонди могли змінюватися протягом віків, інколи енспонди перетворювалися на ворогів Візантії і навпаки. Еспонди вважалися корисними але не дуже надійними союзниками. За свою службу Візантії енспонди отримували землю і не платили податків. Іноді підрозділи енспондів вливалися до штатних частин Візантійської армії. Енспонди отримували від Візантії зброю і легкі захисні обладунки, інколи отримували фінансову винагороду за успішну службу.  